# Kuifgibbon
De kuifgibbon (Nomascus concolor) is een soort van de familie gibbons (Hylobatidae) en de superfamilie van de mensapen. Kuifgibbons komen voor in Laos, Noord-Vietnam en Yunnan (China) waar zij in hun voortbestaan ernstig worden bedreigd door jacht en aantasting van het leefgebied.

## Beschrijving
Volwassen kuifgibbons zijn 43-54 cm lang, wegen 6,9 tot 10 kg. Net als de andere gibbonsoorten hebben ze geen staart en lange armen. Het mannetje is zwart met soms wit of lichtbruin haar op de wangen. Het vrouwtje is oranjebruin met hier en daar zwarte stukken vacht maar altijd zwart boven op de kop.
Kuifgibbons zijn uitgesproken bosdieren die overdag actief zijn. Ze trekken rond in groepjes van gemiddeld 5 individuen onder leiding van een vrouwtje. Zij eten voornamelijk fruit en bladeren.
Er worden vier geografische ondersoorten onderscheiden: 
- Nomascus concolor concolor
- Nomascus concolor furvogaster
- Nomascus concolor jingdongensis
- Nomascus concolor lu

## Leefgebied
Waarschijnlijk reikte het verspreidingsgebied van de kuifgibbon duizend jaar terug tot diep in China, mogelijk tot aan de Gele Rivier. De kuifgibbon komt voor in diverse typen tropisch loofbos en hellingbos tot op een hoogte van 1900 tot 2700 m boven de zeespiegel. In Vietnam op lagere hoogten, bij voorkeur tussen de 440 en 900 m.

## Bedreigingen
Aantasting van het leefgebied en jacht op de gibbons vormen een groot gevaar voor het voortbestaan van de kuifgibbon. In Laos wordt deze gibbon bejaagd voor de (illegale) handel in huisdieren en voor voedsel (bushmeat). Het leefgebied wordt vernield door ontbossingen, waarbij het bos wordt omgezet in landbouwgronden en de overgebleven bossen door wegen en menselijke nederzettingen worden versnipperd. De IUCN schat de achteruitgang in aantal op met dan 80% in 45 jaar (>3,5% per jaar). Daarom staat de kuifgibbon als ernstig bedreigd (kritiek) op de rode lijst.